# Mimi Pinson
Mimi Pinson er en fransk stumfilm fra 1924 instrueret af Théo Bergerat.

## Medvirkende
- Gabriel de Gravone som Frédéric
- Simone Vaudry som Mimi Pinson
- Maud Garden som Musette
- Armand Bernard som Coline
- Louis Dory som Alfred de Musset
- Marcelle Schmitt som Indiana
- Sandy Petit som Machard